# フアン・ガブリエル・バスケス
フアン・ガブリエル・バスケス（Juan Gabriel Vásquez、1973年1月1日 - ）はコロンビア人の作家。

## 経歴
コロンビアの首都ボゴタに生まれる。アルゼンチン・サンタフェ州のロサリオ大学法学部卒業後、ソルボンヌ大学へ進学。ラテンアメリカ文学で博士号を取得。
ヴィクトル・ユーゴーやE・M・フォースターの翻訳、ジョゼフ・コンラッドの伝記などを執筆。
『物が落ちる音』でアルファグアラ小説賞を受賞。同書の英訳によって2014年に国際IMPACダブリン文学賞も受賞。

## 日本語訳
- 『コスタグアナ秘史』（久野量一訳、水声社〈フィクションのエル・ドラード〉2016年）
- 『物が落ちる音』（柳原孝敦訳、松籟社〈創造するラテンアメリカ〉2016年）
- 『密告者』（服部綾乃・石川隆介訳、作品社、2017年）
- 『廃墟の形』（寺尾隆吉訳、水声社〈フィクションのエル・ドラード〉2021年）
- 『歌、燃えあがる炎のために』（久野量一訳、水声社 2024年）